# Gabriel Valenzuela
Gabriel Valenzuela (Bogotá, Kolumbia 1981. június 10. –) kolumbiai színész.

## Élete
Több mint két évig Katie Barberi mexikói színésznővel élt együtt. 2009-ben különváltak. Van egy fia: Emmanuel, egy korábbi kapcsolatából.
2009-ben megismerkedett Aylín Mújica-val. Kislányuk, Violeta 2010. április 6-án született. 2010. szeptember 24-én házasodtak össze. 2012-ben elvált feleségétől.

## Filmográfia

### Telenovellák
- Demente Criminal (2014) — Julio Villalobos
- Marido en alquiler (2013) — Fernando
- Több mint testőr (Corazón valiente) (2012-2013) — Luis Martínez és Camilo Martínez
- Zárt ajtók mögött (La casa de al lado) (2011) — Emilio Conde Spencer
- Szívek iskolája (Niños ricos pobres padres) (2009) —  Gabriel Granados
- Doña Barbara (2008-2009) — Lorenzo Barqueros
- La marca del deseo (2007-2008) — Esteban Falcón
- Floricienta (2006-2007) —  Chacho
- Los Reyes (2005-2006) — Luis Felipe Donoso
- La Saga: Negocio de Familia —  Mauricio
- Padres e Hijos — Marcos
- La lectora (2002) — Kevin
- Tabú (1999) — Felipe
- Julius (1999) — Bobby
- Conjunto Cerrado (1996) — Carlos Arthuro
- Fiebre (1993)

### Színház
- Tartuffe (Tartufo) (2008)

## Fordítás
- Ez a szócikk részben vagy egészben  az   Élmer Valenzuela című spanyol Wikipédia-szócikk fordításán alapul.  Az eredeti cikk szerkesztőit annak laptörténete sorolja fel. Ez a jelzés csupán a megfogalmazás eredetét és a szerzői jogokat jelzi, nem szolgál a cikkben szereplő információk forrásmegjelöléseként.